# Porcio Festo
Porcio Festo (en latín: Porcius Festus) fue procurador de Judea desde el 59 a 62 d. C., sucediendo a Antonio Félix.

## Biografía
Se desconoce el periodo exacto de Festo en el cargo de procurador. La fecha más temprana propuesta para el comienzo de su mandato es aproximadamente el año 55 o 56, mientras que la más tardía es el año 61. La mayoría de los estudiosos optan por una fecha entre 58 y 60. F. F. Bruce afirma que, "Se discute la fecha de retirada [de Félix] y su reemplazo por Porcio Festo, pero un cambio en la moneda provincial de Judea en el quinto año de Nerón sugiere que fuese en 59". Conybeare y Howson presentan argumentos externos para situar el relevo en el 60.
Festo heredó los problemas de su predecesor con respecto a la práctica romana de crear privilegios cívicos para los judíos. Otro asunto que afectó a su administración fue la controversia entre Agripa II y los sacerdotes de Jerusalén en relación con el muro erigido en el templo para romper la vista de la nueva ala del palacio de Agripa.
Durante su administración, la hostilidad judía hacia Roma se incrementó mucho por el tema de los privilegios cívicos. Se despertaron sentimientos que jugaron un papel importante en la siguiente guerra judía del año 66.
En el Nuevo Testamento, el apóstol Pablo de Tarso tuvo su audiencia final ante Festo (Hechos 24:27). En Hechos 25:12, Festo trató de inducir a Pablo a ir a Jerusalén para ser juzgado; Pablo apeló al emperador Nerón. El resultado de la apelación fue que Pablo fue enviado a Roma para ser juzgado por el propio emperador, aunque Festo tuvo dificultades para detallar los cargos en su contra (Hechos 25-26).